# Allocosa cambridgei
Allocosa cambridgei là một loài nhện trong họ wolfspinnen (Lycosidae).
Loài này thuộc chi Allocosa. Allocosa cambridgei được Eugène Simon miêu tả năm 1876.